# Rolls-Royce Phantom Coupé
Pour les articles homonymes, voir Rolls-Royce Phantom.
La Phantom Coupé est un coupé fabriqué par le constructeur automobile britannique Rolls-Royce. Elle est basée sur la version cabriolet de la Rolls-Royce Phantom de 2003.
La Rolls-Royce Phantom Drophead Coupé est construite à Goodwood au Royaume-Uni, dans la nouvelle usine construite par BMW.